# Rejon oczakowski
Rejon oczakiwski – dawna jednostka administracyjna wchodząca w skład obwodu mikołajowskiego Ukrainy, zlikwidowana w wyniku reformy administracyjno-terytorialnej na Ukrainie z 2020 r.
Rejon miał powierzchnię 1488 km² i liczył około 17 tysięcy mieszkańców. Siedzibą władz rejonu był Oczaków.
Na terenie rejonu znajdowała się jedna miejska rada i 11 silskich rad, obejmujących w sumie 29 wsi i jedną osadę.

## Miejscowości rejonu
- (Баланове)
- (Березань)
- (Благодатне)
- (Червоне Парутине)
- (Чорноморка)
- (Дмитрівка)
- (Дніпровське)
- (Іванівка)
- (Їжицьке)
- (Яселка)
- (Кам'янка)
- (Каталине)
- (Козирка)
- Kucurub (Куцуруб)
- (Лиманне)
- (Матросівка)
- (Михайлівка)
- (Нове)
- Oczaków (Очаків)
- (Осетрівка)
- (Острівка)
- (Парутине)
- (Покровка)
- (Покровське)
- (Прибузьке)
- (Рівне)
- Sołonczaky (Солончаки)
- (Шевченко)
- (Василівка)
- (Володимирівка)
- (Жовтень)